# Fenouillet (Pyrénées-Orientales)
Fenouillet (occitansk: Fenolhet) er en by og kommune i departementet Pyrénées-Orientales i Sydfrankrig.

## Geografi
Fenouillet ligger i landskabet Fenouillèdes 57 km vest for Perpignan. Nærmeste byer er mod nord Caudiès-de-Fenouillèdes (5 km) og mod øst Fosse (6 km).

## Demografi

### Udvikling i folketal
| 1962                                                              | 1968 | 1975 | 1982 | 1990 | 1999 | 2007 | 2012 | 2017 |
| ----------------------------------------------------------------- | ---- | ---- | ---- | ---- | ---- | ---- | ---- | ---- |
| 71                                                                | 56   | 45   | 67   | 76   | 66   | 84   | 84   | 89   |
| Tal fra og med 1962 er uden dobbelttælling (sans doubles comptes) |      |      |      |      |      |      |      |      |